# Diary of a Wimpy Kid: Dog Days
Diary of a Wimpy Kid: Dog Days (no Brasil: Diário de um Banana: Dias de Cão; em Portugal: O Diário de um Banana: Um Dia de Cão) é uma história ficcional em tom realístico de autoria do escritor e cartunista estadunidense Jeff Kinney, o quarto livro da série Diário de um Banana. O livro teve lançamento no dia 12 de outubro de 2009.

## Enredo
O verão que Greg vai ter vai ser o pior verão de sua vida. Já começa com ele e seu melhor amigo, Rowley Jefferson. Eles vão a um clube, durante as férias, onde o Sr. Jefferson é sócio durante o verão, mas Greg Heffley é expulso, pois se queixou dos mais pequenos impasses. Em seguida, o passeio à praia que estavam planejando para a frente é cancelado, porque os Heffleys não tem dinheiro suficiente para ir. Eles então, recorrem para ir à piscina da cidade, que  Greg não gosta por causa de seus chuveiros abertos que mostram grandes homens peludos. Mais tarde, Greg e Rowley decidem ter uma festa do pijama e assistir a um filme de terror retirado do quarto de Rodrick. Depois do filme, Greg logo se tornou paranóico por conta de uma mão lamacenta que pode estrangulá-los, uma vez que a mão direita veio em direção à tela antes do fim. Eles também se escondem no chuveiro durante toda a noite e o pai de Greg os encontra no banheiro de manhã. Logo, a mãe inicia um clube de leitura chamado "Ler é Divertido", em que Greg é o único participante.Depois de dois dias, ela descobri que Greg assistiu ao filme de terror. O clube de leitura, no entanto, é parado quando o Sr. Jefferson chega com uma enorme fatura que Greg e Rowley gastaram em smoothies de frutas no clube de campo, e ele força Greg e Rowley para pagar a dívida.Então logo arrumaram um jeito de trabalhar e pagar a dívida.Passado algum tempo Greg vai pra uma viagem Jefferson para a praia, Greg acabou vindo embora por "queimar" o braço de Rowley.